# Liste in Kirgisistan vorhandener Dampflokomotiven
Dies ist eine Liste erhaltener Dampflokomotiven auf dem Gebiet von Kirgisistan.

## Breitspurlokomotiven 1524 mm
| Foto | Nummer oder Name | Bauart / Achsfolge | Hersteller               | Fabrik- nr. | Baujahr | Historie      | Eigentümer / Betreiber / Strecke | Standort | Bemerkungen                             |
| ---- | ---------------- | ------------------ | ------------------------ | ----------- | ------- | ------------- | -------------------------------- | -------- | --------------------------------------- |
|      | SŽD Еа-2325      | 1’E h2             | Baldwin Locomotive Works | 70641       | 1944    | ex USATC 4824 |                                  | Bischkek | Denkmallokomotive am Bahnhof Bischkek-I |